# Enshrouded
Enshrouded é um jogo eletrônico de RPG de ação e sobrevivência da Keen Games. Foi lançado em acesso antecipado no dia 24 de janeiro de 2024 para Microsoft Windows. O jogo está previsto para ser lançado no final de 2024 para Windows, PlayStation 5 e Xbox Series X e Series S.

## Jogabilidade
Enshrouded é um jogo eletrônico de RPG de ação de sobrevivência jogado a partir de uma perspectiva de terceira pessoa. Suporta até 16 jogadores ao mesmo tempo. O mundo do jogo se passa em Embervale, um mundo aberto que pode ser explorado livremente pelos jogadores. O mundo superior é onde os jogadores podem construir suas bases, reunir recursos e criar novos equipamentos e equipamentos. Os jogadores poderão convocar personagens não jogáveis amigáveis para sua base, que fornecerão aos jogadores novas receitas de artesanato e missões. Os jogadores também podem explorar áreas cobertas por uma espessa camada de neblina chamada "a Mortalha". Essas áreas são perigosas porque estão cheias de monstros hostis, e os jogadores só podem permanecer nelas por um período limitado de tempo antes que seu personagem morra; no entanto, os jogadores podem encontrar itens valiosos e baús de tesouro que se regeneram regularmente na área da Mortalha.
Como outros jogos de sobrevivência, os jogadores precisam controlar o nível de fome e sede; entretanto, a fome e a sede afetam apenas a eficiência do personagem do jogador em combate. Beber água aumenta a resistência do jogador, enquanto comer melhora sua constituição. Enshrouded também tem um mecânico de sono. Os jogadores podem usar uma variedade de armas para derrotar os inimigos e podem se esquivar e desviar de ataques hostis. À medida que os jogadores progridem no jogo, eles desbloquearão novos talentos, aumentando ainda mais suas capacidades de combate e permitindo que os jogadores se especializem em uma das três classes: Trickster, Battlemage ou Survivor. Eles desbloquearão um planador e um arpéu, ambos os quais ajudarão em sua travessia no mundo do jogo. Se o personagem do jogador morrer no jogo, os jogadores manterão todos os seus equipamentos equipados e itens criados, e perderão apenas todos os recursos brutos que coletaram.

## Desenvolvimento
Enshrouded está sendo desenvolvido e publicado pelo estúdio alemão Keen Games, que anteriormente desenvolveu Portal Knights. Os desenvolvedores se inspiraram em jogos como The Legend of Zelda: Breath of the Wild e Valheim. Embora o combate tenha sido influenciado pelos jogos “Soulsborne”, ele não foi projetado para ser tão desafiador. Foi concebido como um jogo "boas-vindas" para jogadores que não estão familiarizados com o gênero de jogos de sobrevivência.
Keen anunciou o jogo em maio de 2023. Uma demonstração de 8 horas do jogo foi lançada durante o Steam Vem Aí em novembro de 2023. Enshrouded foi lançado através do modelo de acesso antecipado do Steam em 24 de janeiro de 2024. Versões para PlayStation 5 e Xbox Series X e Series S também estão em desenvolvimento.

## Recepção

### Vendas
Enshrouded vendeu mais de um milhão de cópias nos primeiros quatro dias de lançamento.